# Pedro de Toledo
Pedro de Toledo é um município brasileiro do estado de São Paulo. Sua população estimada em 2024 era de 11 539 habitantes. Localiza-se na Região Geográfica Imediata de Santos e na Região Geográfica Intermediária de São Paulo.

## História

### Formação territorial-administrativa
Histórico da formação do município:
- Antigo povoado de Alecrim.
- Distrito criado no município de Iguape pela Lei nº 2.384, de 13/12/1929.
- Denominação alterada para Pedro de Toledo pela Lei nº 3.066, de 20/09/1937.
- Distrito transferido para o município de Prainha (atual município de Miracatu) pelo Decreto nº 9.775, de 30/11/1938.
- Município criado pela Lei nº 233, de 24/12/1948.

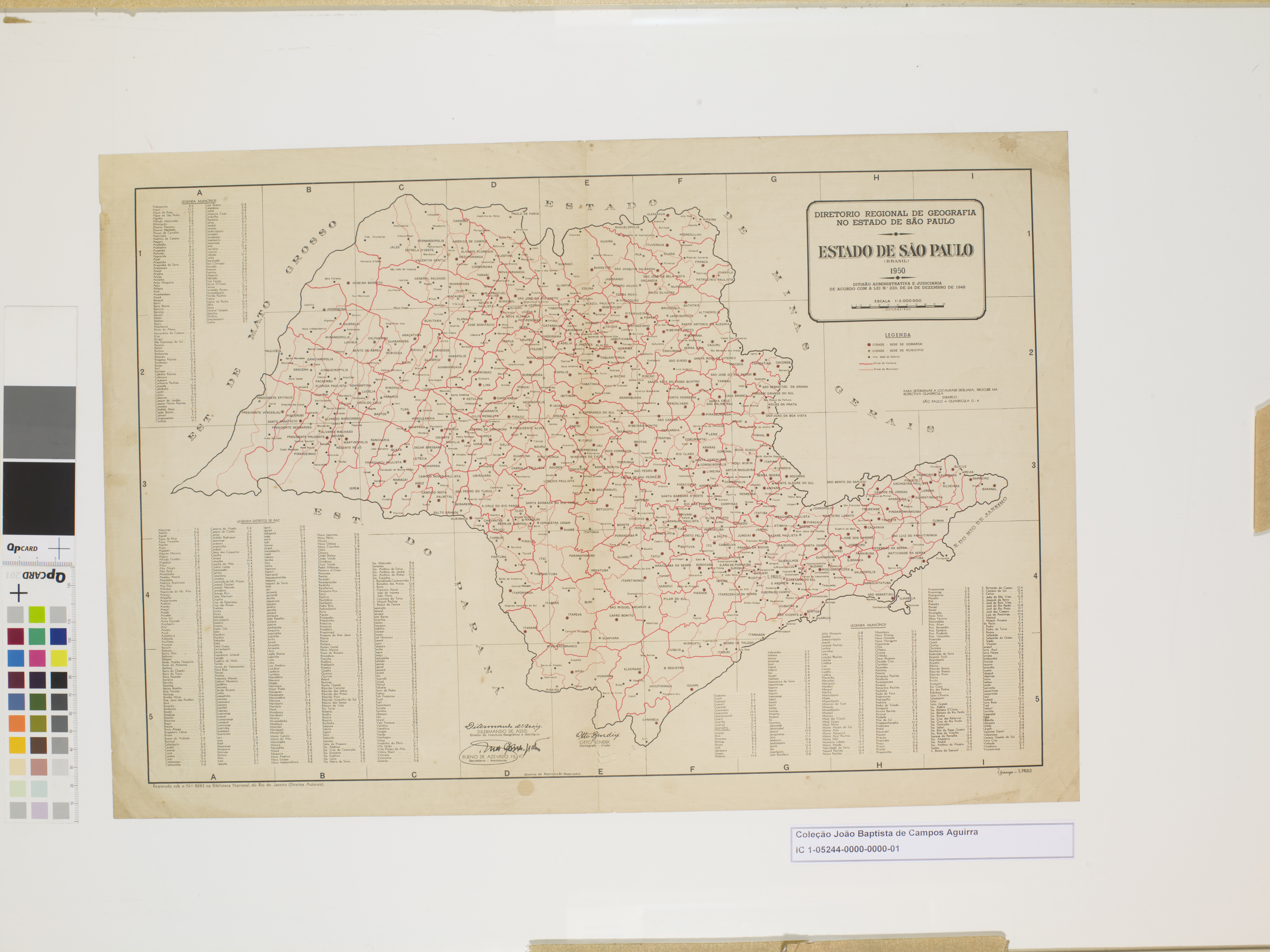
Estado de São Paulo (1948).

## Geografia
Localiza-se a uma latitude 24º16'29" sul e a uma longitude 47º13'58" oeste, estando a uma altitude de 45 metros. Possui uma área 670,440 km².

### Hidrografia
- Rio Itariri
- Rio do Espraiado
- Rio São Lourenço
- Rio São Lourencinho

### Rodovias
- SP-55
- BR-116 / SP-230

### Ferrovias
- Linha Santos-Juquiá da antiga Estrada de Ferro Sorocabana [7]

## Demografia

### População
| Crescimento populacional                             | Crescimento populacional | Crescimento populacional | Crescimento populacional |
| Ano                                                  | População Total          |                          | %±                       |
| ---------------------------------------------------- | ------------------------ | ------------------------ | ------------------------ |
| 1950                                                 | 4 579                    |                          | —                        |
| 1958                                                 | 5 601                    |                          | 22,3%                    |
| 1960                                                 | 4 508                    |                          | −19,5%                   |
| 1970                                                 | 6 095                    |                          | 35,2%                    |
| 1980                                                 | 6 060                    |                          | −0,6%                    |
| 1991                                                 | 7 836                    |                          | 29,3%                    |
| 2000                                                 | 9 187                    |                          | 17,2%                    |
| 2010                                                 | 10 204                   |                          | 11,1%                    |
| 2022                                                 | 11 281                   |                          | 10,6%                    |
| Est. 2024                                            | 11 539                   | [ 8 ]                    | 2,3%                     |
| Fontes: Censos Demográficos IBGE e Estimativas SEADE |                          |                          |                          |

### Dados demográficos
Dados do Censo - 2010
População total: 10.208
- Urbana: 6.159
- Rural: 3.028
- Homens: 4.693
- Mulheres: 4.494
- Densidade demográfica (hab./km²): 13,69
- Mortalidade infantil até 1 ano (por mil): 26,14
- Expectativa de vida (anos): 66,50
- Taxa de fecundidade (filhos por mulher): 3,26
- Taxa de alfabetização: 85,08%
- Índice de Desenvolvimento Humano (IDH-M): 0,729
- IDH-M Renda: 0,672
- IDH-M Longevidade: 0,692
- IDH-M Educação: 0,824

(Fonte: IPEADATA)

## Política e administração
- Prefeito: Eleazar Muniz Junior (2017/2020)
- Vice-prefeito: Sérgio Otávio
- Presidente da Câmara:  Edil Dourivaldo Sensey (2017/2018)

## Infraestrutura

### Comunicações
O sistema de telefones automáticos foi inaugurado na cidade pela Companhia de Telecomunicações do Estado de São Paulo (COTESP) em 1974. Já o sistema de discagem direta à distância (DDD) foi implantado em 1983 pela Telecomunicações de São Paulo (TELESP), com o código de área (0132).
Na década de 90 o código DDD da cidade foi alterado para (013), para padronização do sistema telefônico com a telefonia celular que estava sendo implantada em todo o estado.

## Religião
O Cristianismo se faz presente na cidade da seguinte forma:

### Igreja Católica
- A igreja faz parte da Diocese de Registro.[17]

### Igrejas Evangélicas
Entre as igrejas protestantes históricas, pentecostais e neopentecostais, encontram-se na cidade:
- Assembleia de Deus Ministério do Belém.[20][21]
- Congregação Cristã no Brasil.[22]